# Bernd Oezsevim
Bernd Oezsevim (* 1980 in Merzig) ist ein deutscher Jazzmusiker (Schlagzeug).

## Leben und Wirken
Oezsevim spielt seit seinem neunten Lebensjahr Schlagzeug. Nach Anfängen in Orchestern und Bigbands begann er als Jugendlicher in kleineren Ensembles zu spielen. Er lebte zwischen 2002 und 2008 im Ruhrgebiet, wo er an der Folkwang Hochschule ein Jazzstudium absolvierte.
Seit 2002 tourte er weltweit mit Gunter Hampel, was auf zahlreichen Ton- und Bildträgern dokumentiert ist. Mit dem Pianisten Oliver Maas und dem Bassisten Markus Braun bildete er das Trio Invisible Change, mit Katrin Scherer und Sven Decker die Band Ohne 4 gespielt drei. Auch spielte er in den vergangenen Jahren mit Musikern wie Perry Robinson, Rupert Stamm, Matthias Schubert, Steve Swell, Daniel Carter, Sabir Mateen, Florian Weber, Randy Brecker, Uri Caine, Nguyên Lê, Angelika Niescier, Silke Eberhard, Dan Weiss oder Rudresh Mahanthappa. Des Weiteren war er auch Teil verschiedener Theater- und Tanzproduktionen im In- und Ausland. Seit 2010 lebt er in Berlin und gehört zur dortigen Jazzszene.

## Preise und Auszeichnungen
Oezsevim erreichte im Alter von 14 Jahren einen ersten Preis bei Jugend musiziert; beim Wettbewerb Best European Youth Drummer 1996 in Lahnstein beim Super Drumming Festival erreichte er den dritten Platz. 2000 war er Bundespreisträger bei Jugend jazzt in Erfurt. Den JazzWerkRuhrPreis gewann er insgesamt viermal, mit den Bands Invisible Change, Ohne 4 gespielt drei, Matovs Garage und dem Zodiak Trio. Mit dem Zodiak Trio erreichte er 2011 beim Neuen Deutschen Jazzpreis einen zweiten Platz sowie 2013 mit "Ohne 4 gespielt drei".

## Diskographische Hinweise
- Invisible Change (JazzHausMusik 2006)
- Ohne 4 Gespielt Drei Time Trial (GDM 2011)
- V.A. Auf Ein Neues – Das Come Back / Woodstock Am Karpfenteich 13. – 15. Mai 2011 (JazzWerkstatt 2011)
- Zodiak Trio Acid (Traumton Records 2012, mit John-Dennis Renken und Andreas Wahl)
- Ludwig Hornung: Spieler (Double Moon Records, 2015)
- Projekt Schwedt: Album Kreuzblendentraum (WismART, 2016, mit Jason Liebert, Kathrin Lemke, Volker Meitz, Fabian Kallbitzer)[1]
- Contact 4tett Full House (2019, mit Theo Jörgensmann, Evert Brettschneider, Kai Kanthak und Michael Jüllich)